# Петер Кушнірак
Пе́тер Кушнірак (нар. 1974) — словацький астроном, першовідкривач 306 малих планет (станом на 2025 рік) і плідний фотометрист кривих блиску в Обсерваторії Ондржейов в Чехії.
Він був головним спостерігачем, який виявив подвійність астероїдів головного поясу 3073 Курськ і 5481 Кіуті. У 1999 році він відкрив астероїд головного поясу Евноміан 24260 Кривань, який він назвав на честь одного з національних символів Словаччини. Він працює самостійно або з партнерами в різних обсерваторіях Чехії, включно з Обсерваторією Ондржейов.
На його честь названо астероїд сімейства Флори 17260 Кушнірак, відкритий американським проєктом LINEAR у Лабораторії Лінкольна у 2000 році.
Кушнірак був одружений зі словацькою астрономкою Ульрікою Бабяковою. Подружжя спільно відкрило астероїд 123647 Томашко, назвавши його на честь свого сина Томашка.